# Friville-Escarbotin
Friville-Escarbotin is een gemeente in het Franse departement Somme in de regio Hauts-de-France en maakt deel uit van het arrondissement Abbeville. De gemeente telde 4.394 inwoners op 1 januari 2022.

## Geografie
De oppervlakte van Friville-Escarbotin bedraagt 8,86 vierkante kilometer; Op 1 januari 2022 was de bevolkingsdichtheid 495,9 inwoners per km².

De onderstaande kaart toont de ligging van Friville-Escarbotin met de belangrijkste infrastructuur en aangrenzende gemeenten.

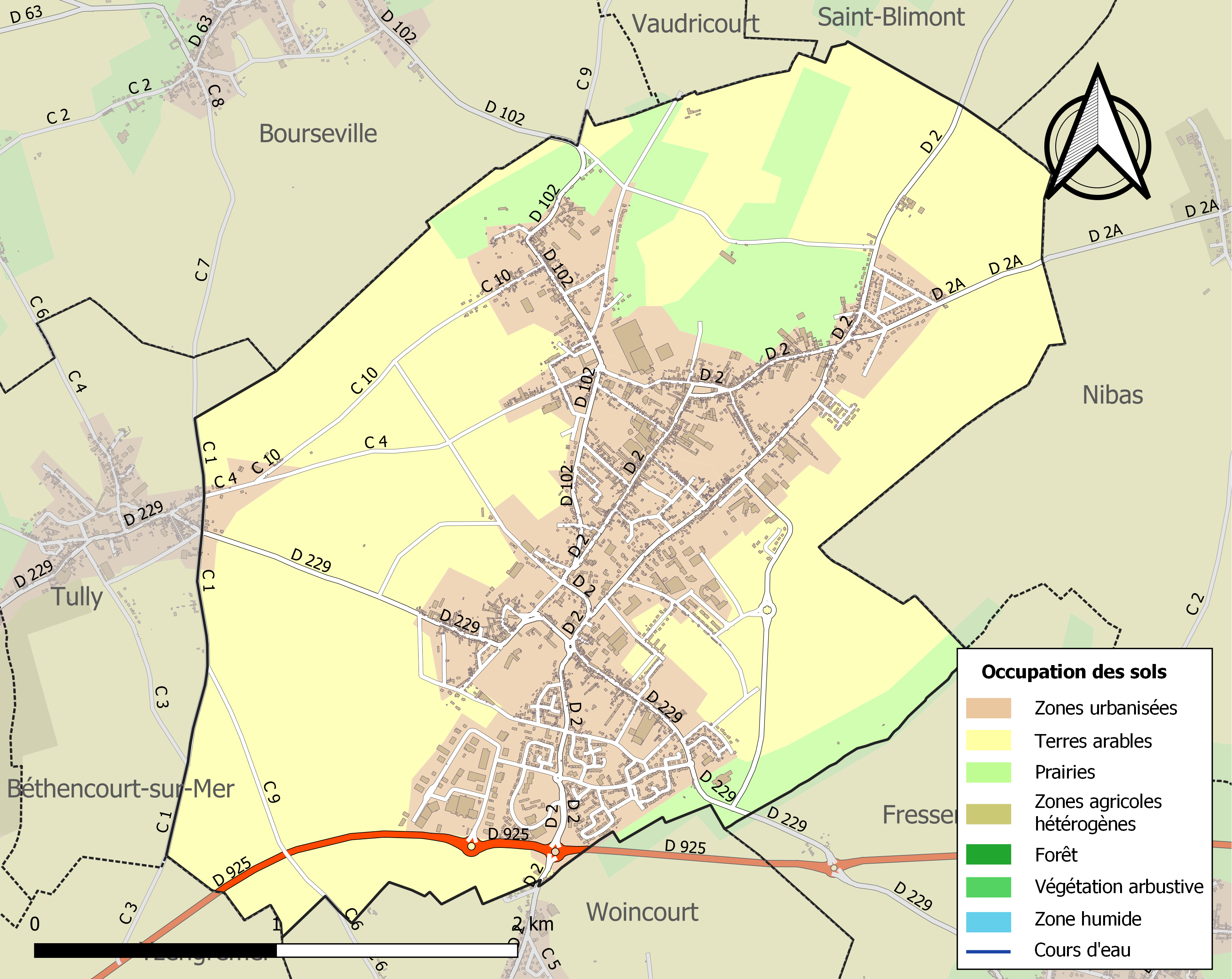

## Demografie
Onderstaande figuur toont het verloop van het inwonertal.
Allenay · Ault · Béthencourt-sur-Mer · Bourseville · Brutelles · Cayeux-sur-Mer · Fressenneville · Friaucourt · Friville-Escarbotin · Lanchères · Méneslies · Mers-les-Bains · Nibas · Ochancourt · Oust-Marest · Pendé · Saint-Blimont · Saint-Quentin-la-Motte-Croix-au-Bailly · Tully · Valines · Vaudricourt · Woignarue · Woincourt · Yzengremer